# Alstom ZWUS
Alstom Polska S.A. – oddział w Katowicach (wcześniej Alstom ZWUS Sp. z o.o., Bombardier Transportation (ZWUS) Polska, Zakłady Wytwórcze Urządzeń Sygnalizacyjnych – ZWUS) – przedsiębiorstwo specjalizujące się w produkcji urządzeń zabezpieczenia ruchu kolejowego oraz urządzeń sygnalizacji kolejowej, wodo- i ognioodpornych oraz iskrobezpiecznych, dla przemysłu kolejowego. Siedziba znajduje się przy ulicy Modelarskiej 12 w Katowicach, na terenie dzielnicy Wełnowiec-Józefowiec.

## Historia
W 1926 roku w Katowicach-Wełnowcu powstał prywatny zakład rzemieślniczy, którego właścicielem był Józef Pientka. Zakład nosił nazwę „Zachodnio-Polska Budowa Telefonów” – w skrócie „Zapotel”. Początkowo liczył on zaledwie piętnastu pracowników, produkujących armaturę kablową i sprzęt teletechniczny. W 1932 roku zakład zmienił nazwę na „TELSYG” – Wytwórnia Telefonów i Sygnałów Kolejowych. Jako iż były to czasy kryzysu ekonomicznego i aby przetrwać trzeba było połączyć siły, nowym współwłaścicielem spółki została Polska Akcyjna Spółka Elektryczna – licencjobiorca szwedzkiego Ericssona. Asortyment firmy zwiększył się, przybyło klientów, a dzięki temu wzrosła liczebność załogi. Po upływie pięciu lat, w 1937 roku większość produkcji zostaje przeniesiona do fabryki Ericssona w Radomiu. W czasie II wojny światowej zakład w Katowicach-Wełnowcu mocno ucierpiał. Niemcy przechowywali w jego budynkach amunicję i broń, a podczas odwrotu wysadzili je.
Pracę nad odbudową zarówno zakładów, jak i sygnalizacji kolejowej trzeba było zacząć natychmiastowo, żeby ponownie uruchomić chociażby najkrótsze linie kolejowe. W styczniu 1948 roku Ericsson podpisał umowę licencyjną z katowicką fabryką. Załoga zakładu pracowała niemal bez przerwy dzięki maszynom dostarczonym ze Szwecji. W roku 1948 w zakładzie ruszyła także produkcja na potrzeby przemysłu węglowego – urządzeń sygnalizacji kopalnianej nie wytwarzał na ten moment ani jeden zakład w Polsce. Były to urządzenia wodo-, ognioodporne i iskrobezpieczne.
W 1959 roku na skrzyżowaniu ówczesnych ulic: Dzierżyńskiego i Armii Czerwonej w Katowicach pojawiła się pierwsza w Polsce sygnalizacja świetlna sterowana elektrycznie na bazie przekaźników. Wkrótce stała się najlepszą reklamą ZWUS. 1 stycznia 1961 roku na podstawie rozporządzenia Ministra powstało przedsiębiorstwo pod nazwą „Zakłady Wytwórcze Urządzeń Sygnalizacyjnych” (ZWUS) w Katowicach-Wełnowcu. W jego skład weszły trzy istniejące oddziały: Gotartowicka Fabryka Sygnałów Kolejowych, Żorska Fabryka Sygnałów Kolejowych i Katowicki ZWUS. Na przełomie 1964 i 1965 roku przy ZWUS powołane zostało Centralne Biuro Konstrukcyjne Urządzeń Sygnalizacyjnych (CBKUS). Spełniało ono rolę jednostki nadrzędnej w zakresie prac konstrukcyjnych urządzeń sterowania ruchem kolejowym.
W 1972 roku na katowickim rynku ustawiono pierwszą kolumnę telefoniczną milicjanta, której wygląd zaprojektował Jerzy Duda-Gracz. Kolumna umożliwiała kontakt z funkcjonariuszem milicji w razie potrzeby. Jerzy Duda-Gracz jako pracownik ZWUS kierował także galerią malarstwa powstałą w katowickim zakładzie w 1973 roku. W roku 1986 ZWUS został przejęty przez Polskie Koleje Państwowe, nie wpłynęło to jednak znacząco na firmę. 19 grudnia 1991 roku po wielomiesięcznych negocjacjach między PKP i ABB podpisano umowę o powołaniu spółki joint venture ABB ZWUS Signal Sp. z.o.o.
W maju 2001 roku kanadyjska firma Bombardier Transportation stała się właścicielem 40% udziałów ZWUS, a w roku 2011 katowicka fabryka została już w 100% przejęta przez kanadyjską firmę. W 2021, po przejęciu aktywów Bombardiera przez koncern Alstom, spółka działała jako w strukturach tej grupy jako Alstom ZWUS Sp. z o.o.. Od 2023 działa jako katowicki oddział spółki Alstom Polska S.A..

## Zmiany nazwy w latach 1986–2023
- 1986–1991 PKP ZWUS[7]
- 1991–1996 ABB Zwus Signal Sp. z o.o[7]
- 1996–1999 ABB Daimler-Benz Transportation Zwus Sp. z o.o.[7]
- 1999–2001 Adtranz Zwus Sp.z o.o[7]
- 2001–2021 Bombardier Transportation (ZWUS) Polska Sp. z o.o.[7]
- 2021–2023 Alstom ZWUS Sp. z o.o.[8]
- 2023–obecnie Alstom Polska S.A. oddział w Katowicach[9]